# Alberto d'Oliveira
Alberto d'Oliveira (Bonfim, Porto, 16 de fevereiro de 1873 — São Mamede, Lisboa, 23 de abril de 1940) foi um poeta português.
Alberto d'Oliveira, nasceu na freguesia do Bonfim, concelho do Porto, filho de Francisco António Pereira de Oliveira e de Carlota Sofia de Oliveira.
Frequentou a Universidade de Coimbra, onde fundou, com António Nobre, a revista Boémia Nova cuja polémica funcionou como "pedra de toque" para a afirmação dos movimentos simbolista e decadentista em Portugal.
Colaborou da Revista de Portugal, fundada por Eça de Queirós.
Ficou ligado ao movimento neogarrettista, sob a figura tutelar de Almeida Garrett, cujo programa enunciou na coletânea de ensaios Palavras Loucas, onde preconiza, nomeadamente em "Do Neogarrettismo no Teatro" exaltado pelo seu papel na defesa do nacionalismo, na recuperação da literatura popular enquanto fonte genuína da cultura portuguesa, no renascimento do drama e da poesia nacional, o abandono de modelos culturais estrangeiros, a defesa do que é nacional, a recolha da literatura oral de tradição popular, a recuperação do drama e romance histórico, o retorno ao rusticismo e à vernaculidade.
Mais tarde dirigiu o semanário monárquico e integralista Acção Nacional (1921), e dedicou-se, nos últimos anos de vida, à redação de páginas de memórias sobre o período em que foi cônsul no Brasil e sobre figuras literárias com quem privou como Eça de Queirós ou António Nobre.
A 23 de outubro de 1923, foi agraciado com o grau de Grã-Cruz da Ordem Militar de Cristo.
Também se encontra colaboração da sua autoria nas revistas Jornal do Domingo (1881-1888),  Branco e Negro (1896-1898) e  Atlântida (1915-1920).
Faleceu a 23 de abril de 1940, vítima de angina de peito, na sua casa na freguesia de São Mamede, em Lisboa. Foi sepultado no Cemitério do Alto de São João, em jazigo de família.

## Obras
- Poesias de Alberto d'Oliveira (1889-1891).
- Palavras loucas (1894)
- Pombos-correios: notas quotidianas. Coimbra (1913)
- Sermões não encomendados : notas quotidianas. Lisboa (1925)
- Memórias da vida diplomática. Paris (1926)
- Coimbra Amada : últimos versos. Porto (1930)
- Novos sonetos. Minho (1935)
- Vida, poesia e morte (1939)
- Carta ao Brasil sôbre a sua participação e presença no Duplo Centenário de 1940. Lisboa (1940)
- Eça de Queiroz : páginas de memórias (1945)
- Obras de Alberto d'Oliveira (1999)